# گمینا یدلیچه
گمینا یدلیچه (به لهستانی:  Gmina Jedlicze) یک گمینا در لهستان است که در شهرستان کروسنو واقع شده‌است. گمینا یدلیچه ۵۸٫۲۱ کیلومتر مربع مساحت و ۱۵٬۰۲۷ نفر جمعیت دارد.